# 이대훈
이대훈(李大勳, 1992년 2월 5일~)은 대한민국의 은퇴한 태권도 선수이다. 한국 태권도 남자부에서 고등학생이 국가대표 1진으로 선발된 것은 이대훈이 처음이었기에 선발 당시부터 큰 화제를 낳았다. 2010년 아시안 게임 태권도 63kg급에서 금메달을 획득하며 주목 받았다. 한성고등학교, 용인대학교를 졸업했다. 2012년 하계 올림픽 58kg급에 출전하였으나 결승에서 세계랭킹 1위인 스페인의 호엘 곤살레스에게 8:17로 완패하며 최연소 그랜드 슬램 달성에 실패했고, 2016년 하계 올림픽 68kg급에선 동메달을 획득했다.
한편, 아시안 게임에서는 새 역사를 쓴 인물이다. 2010년, 2014년 아시안 게임에 이어 2018년 아시안 게임에서 금메달을 획득하여 3연패를 달성하였다. 이는 한국 태권도 사상 처음 있는 일이며, 태권도가 아시안 게임 종목에 포함된 이후 최초이다. 2010년, 2014년 아시안 게임의 경우 -63kg급에 출전하였으나 이후로는 올림픽 체급에 맞춰 -68kg급에 주력하였고 2018 아시안 게임 역시 -68kg으로 출전하여 금메달을 획득하였다. 체급 이동 이후 메달을 따는 것은 흔한 일이 아니며 특히나 3연패 달성에 성공한 것이므로 이것은 가히 역사를 쓴 것이라 할 수 있다. 아시안 게임 뿐만 아니라, 세계 선수권 대회(2017년 기준 4회 출전, 3회 우승), 월드 그랑프리(2018년 6월 기준,9회 연속 우승)에서도 좋은 기량을 보여주고 있는 선수인데 유독 올림픽 금메달과는 인연이 없었다.
2010년 국가대표로 선발된 이래 현재까지 매해 국가대표 자격을 유지하고 있는 선수로 이것 역시 쉽게 깨어지지 않을 기록이다. 향후 2020년 하계 올림픽에 출전하여 금메달을 획득할 경우 태권도 종목에서 그랜드슬램을 달성하게 된다.
2020년 하계 올림픽을 마감한 후 현역에서 은퇴했으며, 이대훈선수는 예능 프로그램에 여러 출연하며 뭉쳐야찬다에서 현재 활동중이다 태권도만 잘할줄 알았던 이대훈은 축구도 미친 실력을 가지고 있다.

## 학력
- 서울중계초등학교(2005년 졸업)
- 한성중학교(2008년 졸업)
- 한성고등학교(2011년 졸업)
- 용인대학교 태권도경기지도학과 학사(11학번)
- 연세대학교 대학원 스포츠레저학과 석사
- 세종대학교 대학원 스포츠학과 박사

## 수상
- 2010년 아시안 게임 태권도 남자 -63kg급 금메달
- 2010년 3.15기념 전국태권도대회 고등부 페더급 1위
- 2011년 세계 태권도 선수권 대회 남자 -63kg급 금메달
- 2012년 아시아 태권도 선수권 대회 남자 -58kg급 금메달
- 2012년 하계 올림픽 태권도 남자 -58kg급 은메달
- 2014년 아시안 게임 태권도 남자 -63kg급 금메달
- 2016년 하계 올림픽 태권도 남자 -68kg급 동메달[1][2]
- 2018년 아시안 게임 태권도 남자 -68kg급 금메달

### 수훈
- 체육훈장 청룡장(2018년 10월 15일)

### 전국 대회
전국체육대회
- 2015 - 1위(-63kg급)
- 2016 - 1위(-68kg급)
- 2017 - 1위(-68kg급)

## TV 프로그램
- 2020년 JTBC 《뭉쳐야 찬다》 - 52회 게스트 출연
- 2020년 JTBC 《뭉쳐야 찬다》 - 고정출연(53회부터)
- 2021년 JTBC 《뭉쳐야 찬다2》 - 고정출연
- 2022년 JTBC 《전설체전》 - 고정출연 (2022년 1월 11일 ~ 현재)

## 가족 관계
- 아버지 : 이주열 (1960년 ~ )없음
- 배우자 : 안유신 (2019년 5월 ~)
- 자녀 : 아들 이예찬